# Паулінув (Люблінське воєводство)
Паулінув (пол. Paulinów) — село в Польщі, у гміні Наленчув Пулавського повіту Люблінського воєводства.
Населення — 58 осіб (2011).
У 1975-1998 роках село належало до Люблінського воєводства.

## Демографія
Демографічна структура станом на 31 березня 2011 року:
|          | Загалом | Допрацездатний вік | Працездатний вік | Постпрацездатний вік |
| -------- | ------- | ------------------ | ---------------- | -------------------- |
| Чоловіки | 26      | 7                  | 16               | 3                    |
| Жінки    | 32      | 4                  | 15               | 13                   |
| Разом    | 58      | 11                 | 31               | 16                   |